# Eozinofilija
Eozinofilíja pomeni zvišano koncentracijo eozinofilcev v cirkulirajoči krvi (eozinofilna levkocitoza) ali povečano število eozinofilcev in/ali njihovih predstopenj v kostnem mozgu. Lahko pa so vrednosti eozinofilcev povišane v določenem tkivu (na primer nosni sluznici), čeravno so vrednosti v krvi normalne; gre za t. i. tkivno eozinofilijo.
Eozinofilci so ena od oblik belih krvničk, večji od nevtrofilcev in so med drugim vpleteni v alergijske reakcije.

## Določanje in mejne vrednosti
Eozinofilija v krvi se običajno določa v okviru normalne krvne slike. Pri odraslih je običajno opredeljeno, da gre za eozinofilijo, če je koncentracija eozinofilcev višja od 500 celic na mikroliter krvi. Če je koncentracija višja od 1.500 eozinofilcev na mikroliter krvi v obdobju več mesecev, gre za t. i. hipereozinofilni sindrom.

## Vzroki
Eozinofilija se najpogosteje pojavlja pri alergijskih reakcijah in boleznih (npr. pri astmi, alergiji na mlečne beljakovine, preobčutljivosti za zdravila ...), okužbah s paraziti in atopičnih boleznih. Redkejša je pri novotvorbah krvnih organov. Pojavi se lahko tudi pri okužbah, ki jih ne povzročajo paraziti, na primer pri aspergilozi, brucelozi, škrlatinki, ter pri endokrinih motnjah.

## Simptomi in znaki
Simptomi so različni, odvisni od prizadetih organov. Običajno simptomi zajemajo enega od dveh vzorcev:
- mieloproliferativne motnje s povečano vranico, trombocitopenijo, povišanimi vrednostmi vitamina B12 v krvi. Pri teh bolnikih lahko bolezen vodi do endomiokardijske fibroze ali redkeje do levkemije;
- preobčutljivostni tip bolezni, ki se kaže z angioedemi, hipergamaglobulinemijo, zvišani vrednostmi IgE v krvi; pri teh bolnikih ni tolikšnega tveganja za srčne bolezni in se dobro odzivajo na zdravljenje s kortikosteroidi.